# Literatury luzofońskie
Literatury luzofońskie – zespół powiązanych literatur w języku portugalskim z różnych częściach świata, początkowo w ramach imperium kolonialnego tworzonego przez Portugalię, a następnie w niepodległych państwach posługujących się językiem portugalskim. W szerokim sensie, termin obejmuje literaturę Portugalii, Brazylii, Angoli, Mozambiku, Wysp św. Tomasza i Książęcej, Gwinei Bissau. W węższym znaczeniu używa się tego terminu w odniesieniu do tworzonej w języku portugalskim literatury afrykańskiej.
Pojęcie odsyła do koncepcji luzofonii definiowanej jako "wspólnota języka i historycznego przeznaczenia". Projekt luzofonii lansuje się począwszy od lat 90. XX wieku. Za tym hasłem kryje się w szczególności współpraca kulturalna pomiędzy Portugalią a jej byłymi koloniami afrykańskimi, tworzącymi tzw. "Piątkę" krajów posługujących się językiem portugalskim jako oficjalnym (PALOP – po portugalsku: Países Africanos de Língua Oficial Portuguesa).
Za twórców literatur luzofońskich (w węższym znaczeniu, odnoszonym do literatur afrykańskich) można uznać takich pisarzy, jak José Luandino Vieira, José Eduardo Agualusa, Mia Couto, Pepetela, Ondjaki, José Craveirinha, Paulina Chiziane, Baltazar Lopes, Luis Bernardo Honwana.